# عبد الرزاق الألباني
عبد الرزاق الألباني (بالفرنسية: Abderrazak El Albani)‏ (مواليد مراكش) عالم جيولوجي فرنسي من أصل مغربي بمختبر «علم الهيدروجيولوجيا والتربة والتغيرات» بجامعة بواتيي، متخصص بالرواسب. اكتشف حفريات تعود لأجسام متعددة الخلايا على الأرض منذ 1،2 مليار سنة.